# Legions
Legions è il settimo album in studio del gruppo musicale danese Artillery, pubblicato il 26 novembre 2013 dalla Metal Blade Records.
È il primo album che presenta Michael Bastholm Dahl come cantante e Josua Madsen alla batteria.

## Tracce
1. Chill My Bones (Burn My Flesh) – 6:06
2. God Feather – 5:13
3. Legions – 4:37
4. Wardrum Heartbeat – 5:52
5. Global Flatlin – 6:57
6. Dies Irae – 4:54
7. Anno Requiem – 4:14
8. Enslaved To The Nether – 5:28
9. Doctor Evil – 5:53
10. Ethos Of War – 6:56

## Formazione
- Michael Bastholm Dahl – voce
- Michael Stützer – chitarra
- Morten Stützer – chitarra
- Peter Thorslund – basso
- Josua Madsen – batteria